# Olympus OM-1

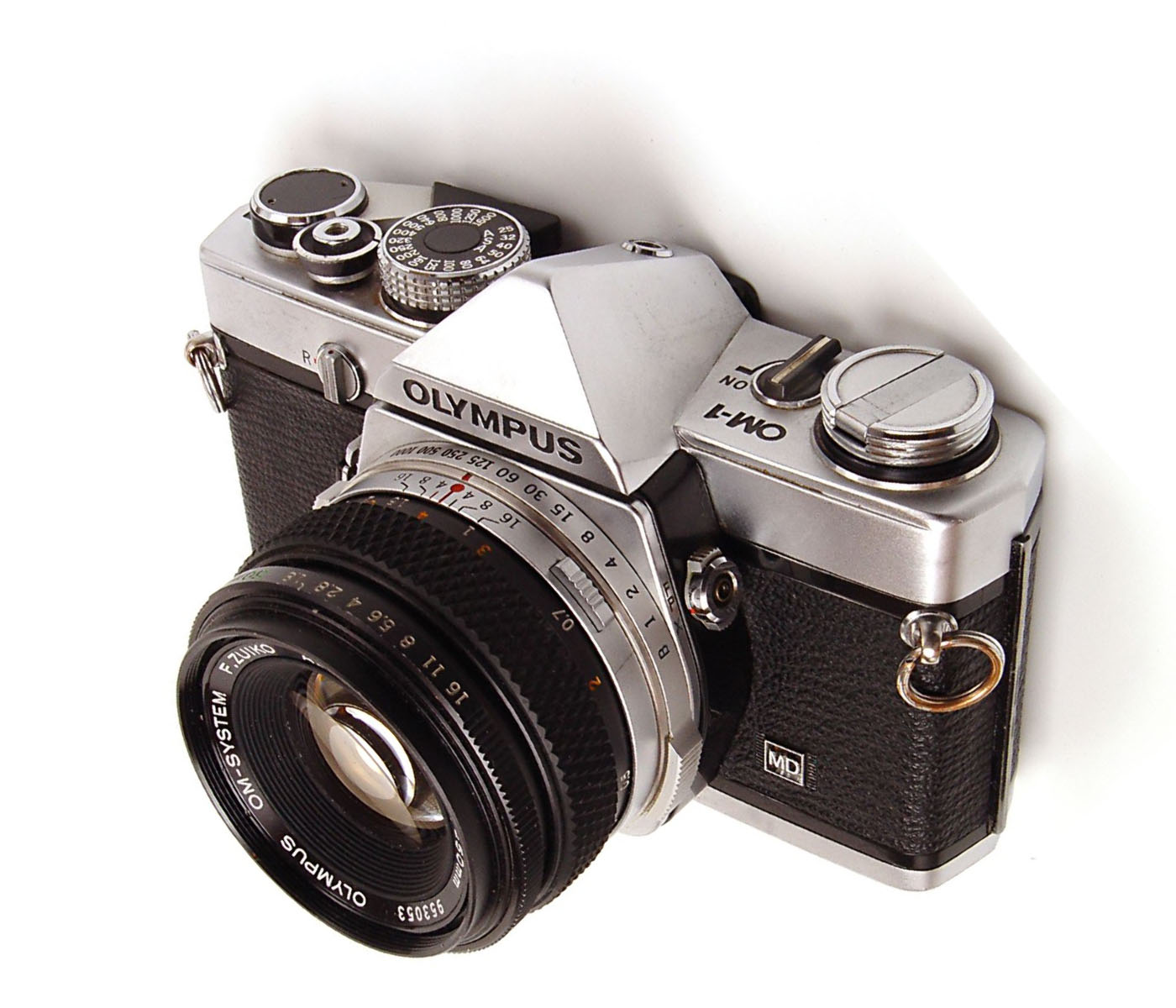
OM-1 MD

Die Olympus OM-1 ist eine Kleinbild-Spiegelreflexkamera (35-mm-Film), mit manueller Fokussierung am Objektiv. Sie ist der Vorgänger weiterer vollmechanischer, professioneller Olympus-Spiegelreflexkameras (Olympus OM-1 n, Olympus OM-3). Bei ihrer Vorstellung im Jahr 1972 galt sie als leichteste SLR-Kamera der Welt. 

## Technische Daten
- Produktion: 1972–1987 von Olympus Optical Co., Japan
- Abmessungen: 136 × 83 × 50 mm
- Gewicht: (Gehäuse allein) 510 Gramm
- Sucher: Pentaprisma-Sucher, 97 % der Negativfläche sichtbar; wechselbare Einstellscheiben
- Belichtungszeiten: 1–1/1000 Sekunde und B
- Verschlussart: Tuch-Schlitzverschluss, horizontal ablaufend
- Objektive wechselbar: OM-Bajonett
- Belichtungsmessung: manueller Modus (Nachführmethode mit Offenblendenmessung),  Die Belichtungsmessung erfolgt durch die Linse, über das Prisma. Durch eine Galvanometernadel im Pentaprisma wird das Ergebnis im Sucher angezeigt.
- Blitz: anschraubbarer Blitzschuh über dem Prisma; Synchronzeit 1/60 s; Synchronbuchse von X auf FP umschaltbar.
- Selbstauslöser: mechanisch, 4–12 Sekunden Vorlauf
- Filmtransport: manuell (Schnellspannhebel) bzw. mit angeschlossenem Winder (2,5 fps) oder Motor Drive (5 fps), Filmrückspulung manuell
- Austauschbare Rückwand: 250er Magazin, Recordataback
- Stromversorgung: Quecksilber-Knopfzelle 1,35 Volt PX625
- Weitere Besonderheiten: Der Spiegelschlag wurde durch pneumatische Stoßdämpfer auf ein Minimum reduziert, der Spiegel ist hochgeklappt arretierbar, ideal für Astrofotografie, da der Verschluss nahezu erschütterungsfrei abläuft.

## Kameravarianten
- M-1: Diese Kamera hatte schon alle Ausstattungsmerkmale der OM1, nur noch nicht den Namen. Da Leica auch Kameras mit dem Namen M im Sortiment hatte und man Verwechslungen befürchtete, wurde der Name auf OM 1 geändert
- OM-1: Es wurde nur der Name geändert, ansonsten mit der M 1 identisch.
- OM-1 MD: Diese Kamera hatte einen eingebauten Motoranschluss. Jede normale OM-1 konnte auf eine OM-1 MD aufgerüstet werden.
- OM-1n: Die letzte Version der OM-1: der Motoranschluss wurde bei jeder ausgelieferten Kamera eingebaut, als weiteres Novum wurde eine Blitzbereitschaftsanzeige im Sucher integriert. Darum wurde die OM-1n mit demselben Blitzschuh wie die OM-2n ausgestattet (Shoe 4). Jedoch werden nur zwei der drei vorhandenen Kontakte für den Betrieb benötigt.

## Besonderheiten
Die OM-1 unterscheidet sich im Handling teilweise erheblich von Kameras anderer Hersteller, obwohl sie ihnen doch sehr ähnlich schaut. Der auffälligste Unterschied ist jener, dass die Kamera kein Zeitenrad hat. Statt des Zeitenrads ist das Rad für die Filmempfindlichkeit an der Kameraoberseite zu finden, die Zeiten werden am Zeitenring am Bajonett eingestellt. Somit ist es möglich, mit nur einer Hand Blende, Entfernung und Zeit zu steuern, ohne die Kamera vom Auge nehmen zu müssen. Um eine Verwechslung von Zeitenring und Blendenring des Objektives zu verhindern, verlegte Olympus bei fast allen Festbrennweiten den Blendenring auf den Vordertubus des Objektives. Einzige Ausnahme bei den Objektiven bei der Systemeinführung war das Zoomobjektiv 75-150mm. 
Statt der damals üblichen Entriegelung für die Filmrückspulung am Kameraboden realisierte Olympus einen Drehknauf an der Kameravorderseite unterhalb des Filmempfindlichkeitsrades. 
Die OM-1 (wie auch alle anderen OM Kameras) hat keine Abblendtaste. Olympus baute diese Funktion in die Objektive ein, während andere Hersteller diese Funktion in die Kamera integrierten.